# معالج IBM PowerPC 970MP
معالج IBM PowerPC 970MP هو أحد معالجات الحاسوب من إنتاج شركة أي بي إم. وهو سلسلة من المعالجات ثنائية النوى الأسرع فيها له تردد ساعة مقداره 2.2 GHz يستخدم في حواسيب Power Mac G5 Quad machines المصنعة من قبل شركة Apple (حيث تحوي هذه الحواسيب على معالجين آي بي إم باور بي سي 970MP).
يبين الشكل التالي البنية الصندوقية لنواة هذا المعالج:

## نظرة تاريخية
بدأ العمل بمعالجات IBM POWER بتاريخ 1990 وPOWER ليست بمعنى طاقة وإنما اختصار لـ:(Performance Optimization With Enhanced RISC) إذا فهذه المعالجات تعتمد مبدأ الـ RISC...ظهر G1 في عام 1993 وآنذاك دعي بالـ (MPC 601 50-120 MHz) ثم ظهر ال G2 في عام الـ 1995 على مرحلتين (MPC 604/604e>> 100-120/66-350 MHz) و (MPC 603/603e >>66-80/100-300 MHz) ومن ثم ظهر G3 على مدار 6 أعوام 1997-2003 وخلال هذه الفترة ظهرت عدة معالجات منها (MPC/IBM 740/750) و (IBM 750 CXCCXe) وIBM 750 FX هذا الأخير وصل تردده إلى (600-1000 MHz) وبالتوازي بعد عام 1999 بدأ ظهور الـ G4 والذي تضمن ال MPC 7400 وMPC 7450 هذا الأخير كان تردده (800-1425 MHz)واستمر العمل به أيضاً حتى 2003....
و أخيرا في ال 2003 كان ظهور الـ IBM 970 (1.6–2 GHz) أو G5 والذي امتاز بالمواصفات التالية:
1. معطيات 64 بت وعناوين 32 بت.
2. 2LSU, 2ALU, 2FBU,2VBU
3. ممر DDR 64 بت بسعة 8GB/sec
4. جلب 8 تعليمات خلال دورة الساعة الواحدة.

## عائلة الـIBM 970
ظهرت هذه العائلة نتيجة تعاون بين الـ IBM وApple كان هذا التعاون تحت اسم GL_UL أي Giga Processor Ultra Light... وتضمنت عدة أجيال كان أهمها IBM FX وIBM MP وIBM GX...
في 6 شباط 2006 في سان فرانسيسكو أفصحت الـ IBM عن التفاصيل التقنية لمعالجها الجديد ال MP IBM 970 والذي تميز بأنه ثنائي النواة.

## تدعيم النظام والتصميم في PowerPc 970 MP
كان هناك عدة أمور يجب إضافتها لهذا المعالج من أجل خلق معالج مزدوج النواة مترافقة مع ميزات حفظ الطاقة.

### -أولاً – تصميم ثنائي النواة
رقاقة الـ 970 MP تتضمن وحدتي معالجة Pus، كل واحدة منها تتضمن نواة تنفيذ مع خابية L1 وL2... وكلا الوحدتين تملك خطوط طاقة منفصلة.
- تعتمد هذه المعالجات تقنية SIMD التي توظف لتحقيق التوازي على مستوى المعطيات.
- من مميزات هذا المعالج أن خابية(cache) التعليمات هي أكبر بمرتين من خابية البيانات (64 مقابل 32 كيلوبايت).يعود ذلك إلى أنه يمكن إصدار حتى 10 تعليمات إلى وحدات التنفيذ كل دور ساعة.
- بالإضافة إلى وجود وحدتي تنفيذ لعمليات الفاصلة العائمة يوجد وحدة تنفيذ للقيام بعمليات ضرب وجمع الأشعة حيث يوجد ملف سجلات للأشعة مؤلف من 80 مدخل. تم تصميم هذه الوحدة للقيام بالعمليات الخاصة بالرسوم البيانية وغيرها من العمليات التي تعتمد على الأشعة، تقوم وحدات الفاصلة العائمة بعمليتي الجذر والقسمة.كما يوجد أيضاً وحدتين للأعداد الصحيحة ووحدتين لعمليات القراءة والكتابة ووحدة لعمليات التفريع. إن معدل الإصابة في توقع التفرع مهم جداً لهذا المعالج كون طول قناة التوارد يتراوح بين 16 من أجل عمليات الأعداد الصحيحة إلى 25 مرحلة من أجل عمليات الأشعة.لذا فإن خطأ التفريع يكون مكلفاً جداً.
- يوجد لكل نواة خابية مستوى ثاني متكاملة وهي بحجم 1 ميغابايت. ولتخفيض الزمن المصاحب لعمليات القراءة والكتابة من الممكن القيام بعمليات جلب مسبقة عتادياً من خابية المستوى الثاني بحيث تصبح 8 عمليات إخفاق في المستوى الأول مقبولة.
- يتم تنظيم التعليمات بشكل ديناميكي ويمكن أن يكون التنفيذ بدون ترتيب. بالمجمل يمكن أن يكون هناك 215 عملية يتم تنفيذها في وحدات التنفيذ المختلفة في قناة التوارد، ويعود ذلك أيضاً إلى عمق قناة التوارد.
- يوجد للنواتين وحدة تحكم منطقية مشتركة لتنظيم تدفق المعطيات من وإلى رقاقة المعالج.
- لا يوجد مستوى ثالث للخابية بين الذاكرة والمعالج، ويعود ذلك لمحدودية دور الساعة والحجم الكبير نسبياً لذاكرة المستوى الثاني.
- إن معالج IBM PowerPC 970MP هو معالج 64بت يمكنه معالجة تعليمات 32بت من أسرة الـ PowerPC.

### -ثانياً - خط الربط في المعالج
تصميم الـ 970 MP قام بدمج واجهة زادت من جماليته وأدت إلى سرعة عالية في خطوط النقل الخاصة به...
كان هناك عدة نغييرات على الواجهة الفيزيائية ودعم عتادي مع استخدام لبعض الميزات الموجودة في 970 FX..
ü	معالج 970 MP استبدل سجلات ال SCOM الخمسة بمجموعة مكونة من 16 سجل SCOM :
- 8 سجلات (16 بت) مخصصة للأخطاء
- سجل واحد ساعة التأخير.
- سجلان IAP كل منهما 64 بت تسمح ببرمجة من طراز IAP.
- أربع سجلات نموذجية (16 بت).
- سجل حالة (16 بت).

ü	وجود نموذجي فحص مدعمان بواجهة PI (Processor Interconnect):
وهما EST (Electrical Short Test) وRDT (pesudo-Random Data Test).

### -ثالثا: ضبط الطاقة
أصبح هناك اثني عشرة حالة للطاقة مترافقة مع محرك ضبط الطاقة في ال 970 MP كل حالة تبدي أمر معين.كما في الجدول التالي:
| الحالة | الوصف                   |
| ------ | ----------------------- |
| S1     | تشغيل كامل، سرعة عالية  |
| S2     | غفوة، سرعة عالية        |
| S3     | قيلولة، سرعة عالية      |
| S4     | قيلولة عميقة، عالية     |
| S5     | تشغيل كامل، سرعة متوسطة |
| S6     | غفوة، سرعة متوسطة       |
| S7     | قيلولة، سرعة متوسطة     |
| S8     | قيلولة عميقة، متوسطة    |
| S9     | تشغيل كامل، سرعة منخفضة |
| S10    | غفوة، سرعة منخفضة       |
| S11    | قيلولة، سرعة منخفضة     |
| S12    | قيلولة عميقة، منخفضة    |

## استهلاك الطاقة في معالجات IBM PowerPC 970MP
يقلل هذا المعالج من استهلاك الطاقة بعدة طرق:
- أحد هذه الطرق هو أنه يمكن لإحدى النواتين أن تتوقف عن العمل عندما لا يكون هناك حاجة لها.
- يمكن لرقاقة المعالج أن تخفض التردد بمقدار 50% أو 25%.

يمكن من خلال الخطوتين السابقتين أن ينخفض استهلاك 100واط في الحالة العادية إلى 60 أو 40 واط.
- بالإضافة إلى ذلك يمكن لرقاقة المعالج أن تعمل بوضع الفولطية المنخفضة مما يقلل استهلاك الطاقة بمقدار أكبر، في حالة «السبات العميق» يمكن أن ينخفض التردد إلى 1/64 من التردد الطبيعي.
- إن وجود ذاكرة خابية لكل نواة يمكّن الحاسب من أن يوقف عمل إحدى النواتين عندما لا يكون هناك حاجة لها.

## نظرة مختصرة عن مواصفات هذا المعالج
| المعالج                               |                                                                          |
| ------------------------------------- | ------------------------------------------------------------------------ |
| وحدة المعالجة المركزية                | PowerPC 970MP "G5"                                                       |
| سرعة وحدة المعالجة المركزية           | 2.0 / 2.3 / 2x2.5 جيجاهرتز (ثنائي النواة)                                |
| FPU                                   | المدمجة                                                                  |
| سرعة الحافلة                          | 1.0 / 1.15 / 1.25 جيجاهرتز                                               |
| عرض مسار البيانات                     | 64 بت                                                                    |
| عرض العنوان                           | 64 بت                                                                    |
| ذاكرة للقراءة فقط                     | 1 ميجا بايت ROM + 3 ميجا بايت ROM ROM تم تحميله في ذاكرة الوصول العشوائي |
| نوع ذاكرة الوصول العشوائي             | PC4200 DDR                                                               |
| الحد الأدنى من RAMSpeed               | 533 ميغا هيرتز                                                           |
| ذاكرة الوصول العشوائي على متن الطائرة | 0 ميجا بايت                                                              |
| فتحات ذاكرة الوصول العشوائي           | 8                                                                        |
| الحد الأقصى لذاكرة الوصول العشوائي    | 16.0 جيجا بايت                                                           |
| المستوى 1 مخبأ                        | 32 كيلو بايت بيانات، 64 كيلو بايت تعليمات                                |
| المستوى 2 مخبأ                        | 1 ميجابايت (لكل نواة) على الشريحة، 1: 1                                  |
| فتحات التوسعة                         | 2x4 حارات، 2x8-lane PCI Express                                          |